# Habitatge al carrer de Sant Josep, 6 (Tortosa)
L'Habitatge al carrer de Sant Josep, 6 és una obra del municipi de Tortosa (Baix Ebre) inclosa en l'Inventari del Patrimoni Arquitectònic de Catalunya.

## Descripció
Fa cantó amb el carrer Major de St. Jaume, però la façana principal es troba en el carrer de St. Josep. Habitatge de planta i dos pisos. Com a material apareix la maçoneria a la planta i maó de pla en els pisos. A la planta, tres portes simples allindanades d'accés als pisos, a les dues extrems corresponen un balcó per cada pis, mentre que en el sector central hi ha dues finestres petites. Gran part de la coberta correspon a un terrat, que mira a la façana mitjançant una simple cornisa sostinguda per permòdols decoratius. La façana està arrebossada, encara que resta molt deteriorada. En els angles de la mateixa es dibuixen, en vermell, quadres amb motius decoratius d'inspiració vegetal.

## Història
El carrer forma part de l'antic barri jueu de la ciutat, urbanitzat entre els segles XII i XIV. Malgrat les transformacions posteriors, el seu traçat recorda el d'època medieval. Les construccions, per l'estructura i materials pertany a les darreries del s. XIX i principis del XX, centúria en que tot el barri sofrí una forta renovació.